# Prime Circle
Prime Circle ist eine erfolgreiche Rockband aus Südafrika. Sie hat bisher acht Studioalben veröffentlicht und erlangte damit in Südafrika mehrfach Platin- und Goldstatus.

## Geschichte
Gegründet wurde Prime Circle im Dezember 2000 in Witbank, Mpumalanga, Südafrika. Die Bandmitglieder Ross Learmonth, Marco Gomes, Dirk Bisschoff und Gerhard Venter, die vorher jeweils in verschiedenen Bands spielten, riefen gemeinsam die neue Band ins Leben. Anfangs traten sie vor allem in der Musikszene Mpumalangas in Witbank und Middleburg auf. Hier verfeinerten sie ihre Fähigkeiten und erweiterten in den Garagen ihrer Eltern ihr musikalisches Repertoire. Die aktuelle Heimat der Band ist Johannesburg. Mit Neil Breytenbach wurde die Band im Juli 2007 um einen Keyboardspieler ergänzt und erhielt damit die Möglichkeit, ihre Songs umfangreicher und vielfältiger zu instrumentieren. Breytenbach schreibt auch Songs. 2008 verließ Gerhard Venter die Band, um sich mehr seiner Familie zu widmen. Im September desselben Jahres übernahm Dale Schnettler die Aufgabe als Schlagzeuger. Mit seinem markanten und kraftvollen Spiel bereichert er den Sound der Band um eine härtere Nuance, die vor allem bei den Liveauftritten der Band zur Geltung kommt. Markenzeichen von Prime Circle sind sowohl Rockballaden als auch Rockhymnen. Die Fans betrachten viele der Balladen als Liebeslieder. Ross Learmonth, Sänger und Chef-Songwriter der Band, sagte hierzu allerdings einmal, dass er eigentlich Trennungslieder mit positivem Ausblick schreibe.
In ihrer Heimat Südafrika hat die Band Nummer-eins-Hits in nationalen und regionalen Charts. Zu den Rekorden der Band zählen auch die Anzahl an Wochen, die ihre Songs in den Charts standen und die Songrotation ihrer Lieder bei lokalen Radiosendern. Prime Circle hat bei vielen großen Konzerten und Festivals in Südafrika gespielt – einschließlich zehn Auftritte beim 94.7 Highveld Stereo Jo’burg Day. Des Weiteren traten sie bei den Nelson Mandela 46664 Konzerten auf, beim Oppikoppi-Festival, beim Splashy Fen Festival sowie beim My Coke Festival, Synergy und Rocking the Daisies. Zudem stand Prime Circle 2003 mit der US-Band LIVE bei den südafrikanischen Konzerten ihrer „Birds of Prey“-Tour auf der Bühne. Auf internationalen Bühnen tourte Prime Circle zweimal in Indien und trat dabei unter anderem beim Rock 'N India Festival auf. 2007 spielten sie beim Dubai Desert Rock Festival und 2012 beim Reload Festival in Deutschland. Hinzu kommen mehrere Deutschland- und Europatourneen, einschließlich einer Konzerttournee mit 3 Doors Down, Alter Bridge und Seether. 2013 trat Prime Circle zudem im Rahmen des Homelandz Festival in Großbritannien auf, und 2014 spielten sie auf der Hauptbühne des Graspop Metal Meeting in Belgien.

### Anfangsjahre
Ursprünglich unterschrieb die Band bei dem lokalen Independent-Label David Gresham Records einen Vertrag über zwei Alben. Diese Alben prägten den charakteristischen Sound und Stil der Band und brachten Songs wie Same Goes For You, Hello, As Long as I’m Here, Father, Shed My Skin, My Inspiration, Let Me Go, Weaker Still, Live This Life, Fall Too Fast, New Phase, Miracle, The Way It Could Be und Maybe Wrong hervor. Diese Lieder sind auf verschiedenen südafrikanischen Kompilationsalben zu finden, beispielsweise auf 5FMs „Playlisted 2“ und 94.7 Highveld Stereos „HomeBrew“.

### Hello Crazy World (2002)
Das im Juli 2002 veröffentlichte Debütalbum Hello Crazy World war auf Anhieb ein Erfolg in Südafrika. So stand die erste Single „Hello“ rekordbrechende 28 Wochen an der Spitze der südafrikanischen Charts. In den Jahren 2003 und 2004 konnten sie mit den Songs Let Me Go, As Long As I Am Here, My Inspiration und Same Goes For You, die allesamt auf Platz 1 der Charts landeten, an diesen Erfolg anknüpfen. Das Album erreichte Platinstatus und Prime Circle trat infolgedessen als Headliner aller großen Festivals Südafrikas auf. Zu diesem Zeitpunkt arbeitete die Band bereits an ihrem zweiten Album Live This Life, das im Jahr 2005 veröffentlicht wurde. Hello Crazy World ist noch immer das meistverkaufte Rockalbum in Südafrika. Der Erfolg des Albums und der ersten Single führte schließlich dazu, dass Prime Circle die US-Band "Live" bei den südafrikanischen Konzerten ihrer „Birds of Prey“-Tour begleitete.

### Live This Life (2005)
Das zweite Album Live this Life (veröffentlicht im Oktober 2005) erreichte im Frühjahr 2006 Goldstatus und die Songs Miracle, Maybe Wrong und Way It Could Be wurden, ebenso wie der Titeltrack des Albums und die Neuauflage des Songs As Long As I Am Here, zum Charterfolg. Mit dem Erfolg ihrer ersten beiden Alben konnten Prime Circle ihre Position als verkaufsstärkste Rockband Südafrikas für die Jahre 2003 bis 2006 festigen. Im Jahr 2007 spielte die Band auf dem Dubai Desert Rock Festival. Im Dezember 2007 folgte dann ein Auftritt beim zweiten „46664“-Konzert.

### Living in a Crazy World (DVD) (2006)
Im Juli 2006 erschien die DVD Living in a Crazy World. Die DVD enthält Hits der ersten beiden Alben, die im Rahmen eines Konzerts im The Function Room in Johannesburg gespielt wurden.

### Best Of (CD/DVD-Box) (2007)
Im Jahr 2007 veröffentlichte das Plattenlabel David Gresham Records eine Best-Of-CD/DVD-Box, die an den Erfolg der vorherigen Alben anknüpfte. Die CD beinhaltet insgesamt 17 Songs, darunter auch einige Akustik- und Live-Versionen sowie Remixe von bereits veröffentlichten Liedern. Mit Moments enthielt die CD aber auch einen neuen Track, der in den südafrikanischen Radiocharts auf Platz 1 landete.

### All or Nothing (CD & DVD) (2008)
Im Juli 2007 erweiterte sich die Band um den Keyboarder Neil Breytenbach und noch vor Ende des Jahres begann die Vorproduktion von All Or Nothing. Mit Neils Eintritt in die Band bot sich nun die Möglichkeit, die Songs um die vielfältigen Klänge und Sounds eines Keyboards zu ergänzen, was besonders bei Liveauftritten positiv zum Tragen kommt, so auch bei der Umsetzung des Songs She Always Gets (What She Wants) einsetzte – bis dato das erfolgreichste Lied der Band. Der Song hielt sich länger als 52 Wochen in den Charts, kam als Soundtrack einer südafrikanischen TV-Sendung zum Einsatz und hat mehr als eine Million Views bei YouTube.
All or Nothing wurde im Juni 2008 von EMI Music South Africa, dem neuen Label der Band, auf den Markt gebracht. Im Jahr 2009 folgte eine Live-DVD, die im Rahmen der Veröffentlichung von All or Nothing aufgezeichnet wurde. Der Verkaufsstart der DVD fiel mit der internationalen Veröffentlichung des Albums zusammen. Aufgrund des vollen Tourplans nach Erscheinen von All or Nothing entschloss sich Schlagzeuger Gerhard Venter die Band zu verlassen und sich seiner Familie zu widmen. Er wurde im September 2008 durch Dale Schnettler ersetzt.
Auch das Album All or Nothing wurde erneut zum Erfolg. Es erreichte 2009 Platinstatus, die Singleauskopplungen Out Of This Place, All I Need und Consider Me fanden ebenfalls ihren Weg in die Charts. Im selben Jahr wurde das Album für den South African Music Award (SAMA) nominiert, die Single Consider Me brachte der Band im folgenden Jahr erneut eine SAMA-Nominierung ein.
2009 starteten Prime Circle eine Tour durch Dubai, Bahrain und London. Die Aufmerksamkeit, die ihnen durch ihre Auftritte im Rahmen der in Südafrika abgehaltenen 20/20 Cricket Series zuteilwurde, führte schließlich zu einer Hard-Rock-Café-Tour durch Indien. Im selben Jahr folgten mit Konzerten in Köln und Berlin auch die ersten Auftritte in Deutschland und Europa.
2010 kehrte Prime Circle für einen Auftritt beim Rock-in-India-Festival erneut nach Indien zurück.

### Jekyll & Hyde (2010)
Im Frühjahr 2010 begann die Band mit der Arbeit an ihrem vierten Studioalbum Jekyll & Hyde. Ihren südafrikanischen Wurzeln treu bleibend, produzierten sie das Album gemeinsam mit dem Tontechniker Kevin Shirley, der bereits mit Bands wie Journey, Iron Maiden, Rush, Led Zeppelin, Dream Theater, Mr. Big, Europe und Aerosmith zusammenarbeitete. Das Mastering des Albums übernahm George Marino, der unter anderem auch für Coldplay, Bon Jovi, The Offspring, 3 Doors Down, Arctic Monkeys, Journey, Cyndi Lauper, Kiss, The Cars, Motley Crue, Guns N’ Roses, Don McLean, Stevie Wonder arbeitete.
Jekyll & Hyde wurde in Südafrika im September 2010 in verschiedenen Varianten veröffentlicht – als normale CD, als Doppel-CD mit Live-Audioaufnahmen von der „All Or Nothing“ DVD sowie als CD/DVD-Kombination mit einer Dokumentation der zweiten Tour durch Indien. Trotz schwieriger wirtschaftlicher Zeiten erlangte Jekyll & Hyde in nur neun Tagen den Goldstatus und erreichte innerhalb von fünf Monaten den Platinstatus. Als erste Band in der Geschichte der South African Music Awards erhielt Prime Circle sechs Nominierungen und gewann den SAMA in der Kategorie „Best Rock Album 2011“. Jekyll & Hyde wurde international veröffentlicht. Das Album enthält einen unbenannten Bonustrack, den die Fans als Brothers kennen. Der Song war ursprünglich als Werbejingle für eine Einzelhandelskette gedacht, der allerdings nie veröffentlicht wurde. Die Band beugte sich jedoch dem Druck der Fans und nahm den Song mit auf das Album. Da das Lied allerdings nicht zum Rest des Albums passte, blieb es auch weiterhin namenlos.
Breathing – die erste Single des Albums wurde im August 2011 veröffentlicht. Bereits in der ersten Woche kam der Song auf Platz eins der Charts der regionalen Radiosender und landete auch bei den nationalen Radiosendern an der Chartspitze. Darüber hinaus war der Song das meistgespielte Lied des Jahres und erreichte damit Platz eins der Radio Airplay Charts in Südafrika.
Im Frühjahr 2011 – nachdem sie den MK International Breakthrough Award gewonnen hatte – ging die Band gemeinsam mit den amerikanischen Rockbands 3 Doors Down und Alter Bridge auf Europatournee.
Im März 2012 folgte eine Fortsetzung der Deutschlandtour mit 3 Doors Down und Seether, und im Juni spielte sie unter anderem beim Reload-Festival in Sulingen.

### Evidence (2012)
Im Juli 2012 begab sich die Band erneut ins Studio, um das fünfte Studioalbum Evidence aufzunehmen. Dieses wurde am 12. November 2012 in Südafrika veröffentlicht.
Am 28. September 2012 wurde Time Kills Us All, die erste Single des Albums, erstmals im Radio gespielt. Der Song verpasste 15 Wochen später nur knapp Platz 1 der KIA Take 40 SA Charts. Es reichte jedoch für Platz 2 und zudem hielt sich Time Kills Us All 18 Wochen in den Charts.
Im November 2012 folgte mit Evidence, dem Titelsong des Albums, die zweite Singleauskopplung, der sich eine gleichnamige Tour durch Südafrika anschloss.
Am 7. Februar 2013 kündigte die Band für April ihre Rückkehr nach Deutschland an, um das Album auch auf dem europäischen Markt zu veröffentlichen. Kaum zurück in Südafrika gaben sie im Anschluss an die Tour bekannt, dass sie erneut als Vorband von 3 Doors Down bei deren Konzerten in Deutschland, Belgien, den Niederlanden und der Schweiz auftreten werden.

### Let the Night In (2014/2015)
Unter dem bandeigenen Label Prime Records veröffentlichte die Band am 13. Juni 2014 ihr sechstes Studioalbum Let The Night In. Der Albumveröffentlichung schloss sich Ende Juni eine Europa-Tour an, bei der Prime Circle erstmals Konzerte in Frankreich und Spanien gab, und auch ein im Rahmen der Tour durchgeführtes Konzert beim Graspop Metal Meeting in Belgien war für die Musiker eine Premiere. Wieder zurück in Südafrika ging Prime Circle zum ersten Mal in der Bandgeschichte auf eine Arena-Tour durch das Land.
Gone – die erste Single des neuen Albums wurde am 21. Mai 2014 veröffentlicht. Der Song wurde von den Kritikern gelobt und landete umgehend in den südafrikanischen Charts. Durch die Kombination von Rock und Hip-Hop-Elementen wurde Gone zudem auch von Radiosendern gespielt, die sich ansonsten eher den urbanen Sounds verschrieben haben. Am 21. August 2014 folgte mit Doors die zweite Singleauskopplung. Ebenso wie Gone stieg auch Doors sofort bei südafrikanischen Radiosendern in die Charts ein.
Am 6. Oktober 2014 kehrte Prime Circle für eine einmonatige Tour nach Europa zurück. Neben Deutschland, Österreich, Belgien und Großbritannien stand erstmals auch Italien auf dem Tourplan. Eine weitere Europa-Tour erfolgte ein Jahr später, vom 16. bis 24. Oktober 2015, und führte die Band sowohl für fünf Shows nach Deutschland als auch für zwei Konzerte nach Holland und eines in die Schweiz.

### If You Don’t You Never Will (2017)
Am 22. September 2017 wurde ein weiteres Album der Band veröffentlicht. Dieses ist allerdings unter dem Label Rainbow Home Entertainment AG erschienen. Das Album umfasst zehn Songs und ist 36:43 Minuten lang.
Ende 2023 verließ der Leadsänger Ross Learmonth die Band.

### The World We Know (2024)
Anfang 2024 kam mit Gavin Edwards ein neuer Leadsänger zur Band, die am 1. November 2024 das neue Album The World We Know veröffentlichte & eine Tournee begann, die Anfang 2025 auch nach Europa führte.

## Besetzung

### Aktuelle Bandmitglieder
- Gavin Edwards – Gesang
- Marco Gomes – Bass, Akustikgitarre, Songwriter
- Dale Schnettler – Schlagzeug, Backgroundgesang, Akustikgitarre, Perkussion, Songwriter
- Dirk Bisschoff – Leadgitarre, Akustikgitarre, Songwriter
- Neil Breytenbach – Keyboard, Akustikgitarre, Songwriter

### Ehemalige Bandmitglieder
- Gerhard Venter – Schlagzeug
- Ross Learmonth – Gesang, Akustikgitarre, Songwriter

## Diskografie

### Studioalben
- 2002: Hello Crazy World
- 2005: Live This Life
- 2008: All or Nothing
- 2010: Jekyll & Hyde
- 2012: Evidence
- 2014: Let the Night In
- 2017: Let the Night In – Deluxe Edition (+ vier neue Tracks &  einen Live-Track)
- 2017: If You Don’t You Never Will
- 2024: The World we Know

### Kompilationen
- 2002: Hello Crazy World (Special Edition)
- 2007: Living in a Crazy World (CD/DVD)
- 2007: The Best of Prime Circle
- 2009: All or Nothing (Live DVD)
- 2009: All or Nothing (Internationale Veröffentlichung)
- 2010: The Ultimate Prime Circle
- 2019: Live World

## Preise
- 2005: Johannesburg Choice Award
- 2005: FHM Awards
- 2009: SAMA Record Of The Year: She Always Gets What She Wants (Nominierung)
- 2009: SAMA Best Rock Album – English: All Or Nothing (Nominierung)
- 2010: SAMA Record Of The Year: Consider Me (Nominierung)
- 2010: SAMA Best Global Chart Live DVD for All or Nothing LIVE DVD (Nominierung)
- 2011: SAMA Record Of The Year: Breathing (Nominierung)
- 2011: SAMA Album of the Year: Jekyll & Hyde (Nominierung)
- 2011: SAMA Best Duo or Group (Nominierung)
- 2011: SAMA Best Rock Album – English: Jekyll & Hyde
- 2011: SAMA Best Producer: Theo Crous for Jekyll & Hyde (Nominierung)
- 2011: SAMA Best Album Packaging: Jekyll & Hyde (Nominierung)
- 2011: MK International Break Through Act
- 2012: SAMA Record Of The Year: Turning in My Sleep (Nominierung)
- 2013: SAMA Best Rock Album – English: Evidence (Nominierung)
- 2013: SAMA Best Video: Evidence (Nominierung)
- 2013: SAMA Best Producer: Theo Crous für Evidence (Nominierung)
- 2015: Short&Sweet Music Video Awards Cape Town "Best Rock Video" für "Doors"[3]
- 2015: SAMA Best Rock Album: Let The Night In (Nominierung)[4]
- 2015: SAMA Best Producer: Denholm Harding für Let The Night In (Nominierung)
- 2015: SAMA Best Engineer: Brendyn Rossouw/Heritage Sound für Let The Night In (Nominierung)
- 2015: SAMA Best Music Video: Doors[5]
- 2015: MTV AFRICA MUSIC AWARDS Video of the Year: Doors (Nominierung)
- 2015: MTV AFRICA MUSIC AWARDS Best Pop & Alternative (Nominierung)[6]
- 2015: All African Music Awards "Best African Rock" (Nominierung)[7]